# خروج نیروهای آمریکا از عراق (۲۰۰۷–۲۰۱۱)
خروج نیروهای ایالات متحده از عراق در دسامبر ۲۰۰۷ با پایان یافتن افزایش نیروهای جنگ عراق در سال ۲۰۰۷ آغاز و عمدتاً تا دسامبر ۲۰۱۱ تکمیل شد و به جنگ عراق پایان داد. تعداد نیروهای نظامی آمریکا در عراق در نوامبر ۲۰۰۷، به ۱۷۰٬۳۰۰ نفر رسید.
خروج نیروهای نظامی ایالات متحده از عراق یک موضوع بحث‌برانگیز در آمریکا در بسیاری از دهه ۲۰۰۰ بود. همان‌طور که جنگ از مرحله تهاجم اولیه خود در سال ۲۰۰۳ با یک اشغال تقریباً یک دهه‌ای پیش رفت؛ افکار عمومی آمریکا به سمت عقب‌نشینی نیروها گرایش پیدا کرد. در مه ۲۰۰۷، ۵۵ درصد از آمریکایی‌ها معتقد بودند که جنگ عراق یک اشتباه بود و ۵۱ درصد از رای‌دهندگان ثبت نام شده، طرفدار خروج نیروها بودند.در اواخر آوریل ۲۰۰۷، کنگره، یک لایحه هزینه‌های تکمیلی برای عراق تصویب کرد که ضرب‌الاجلی برای خروج نیروها تعیین می‌کرد، اما رئیس‌جمهور جرج دابلیو. بوش این لایحه را به دلیل نگرانی‌های خود در مورد تعیین ضرب‌الاجل خروج، وتو کرد.دولت بوش بعداً به دنبال توافقی با دولت عراق بود و در سال ۲۰۰۸، بوش توافقنامه وضعیت نیروهای ایالات متحده و عراق را امضا کرد. این مهلت، ۳۱ دسامبر ۲۰۱۱ را شامل می‌شد که قبل از آن، همه نیروهای ایالات متحده از تمام خاک عراق باید خارج می‌شدند. آخرین نیروهای آمریکایی در ۱۸ دسامبر ۲۰۱۱، بر پایه این قرارداد، عراق را ترک کردند.
در سال ۲۰۱۴، پیشروی داعش از سوریه به استان‌های غربی عراق، ایالات متحده را بر آن داشت تا بار دیگر در کنار سایر نظامیان برای مبارزه با داعش مداخله کند. در ژانویه ۲۰۱۹، وزیر پمپئو، تعداد نیروهای آمریکایی در عراق را تقریباً ۵۰۰۰ نفر اعلام کرد. در اوایل سال ۲۰۲۰، پارلمان عراق به خروج همه نیروهای باقی‌مانده رأی داد و نخست‌وزیر عراق به ایالات متحده گفت که کار برای خروج نیروها را آغاز کند.

## زمینه

### نظرسنجی
بلافاصله قبل و بعد از تهاجم سال ۲۰۰۳، اکثر نظرسنجی‌ها در ایالات متحده حاکی از حمایت اکثریت قابل توجهی از جنگ بودند، اگرچه نظرسنجی‌ها از دسامبر۲۰۰۴ به‌طور مداوم نشان می‌داد که اکثریت فکر می‌کردند تهاجم یک اشتباه بوده است. در بهار۲۰۰۷، نظرسنجی‌ها عموماً اکثریت را به نفع تعیین جدول زمانی برای خروج نشان داد.با این حال، در این زمینه پاسخ‌ها می‌تواند به‌طور گسترده‌ای با عبارت دقیق سؤال متفاوت باشد. نظرسنجی‌ها نشان داد که اکثر آنها خروج تدریجی در طول زمان را به خروج فوری ترجیح می‌دهند.

### انتخابات ریاست‌جمهوری ۲۰۰۴ آمریکا
موضوعی بود که جان کری و جرج دابلیو. بوش در انتخابات ریاست‌جمهوری ۲۰۰۴ آمریکا در مورد آن اختلاف نظر داشتند. کری در اوت۲۰۰۴ گفت که خروج تمام نیروهای آمریکایی از عراق را هدف اولین دوره ریاست جمهوری خود قرار خواهد داد. با این حال، او ضرب الاجل یا جدول زمانی ارائه نکرد و پیشنهاد افزایش اندازه استقرار در آینده نزدیک را داد. او دراین مناظره گفت که اگر افزایش اولیه نیروها مؤثر واقع شود، دوباره تأکید کرد که عقب‌نشینی یک هدف است.
در این مناظره، بوش هیچ جدول زمانی یا تخمینی از تعداد نیروها، اعم از افزایش یا کاهش، ارائه نکرد، بلکه تنها گفت که فرماندهان نیروها در عراق این توانایی را دارند که هر نیرویی را که نیاز دارند درخواست کنند. به‌طور کلی، این با نظرهای قبلی او مطابقت دارد. بوش و وزیر دفاع وقت، دونالد رامسفلد، هنگامی که در مورد قدرت نیروها سؤال شد، گفتند که از نیروهای درخواست شده توسط ستاد کل استفاده می‌کنند.

### پیشنهادها و اقدام‌های کنگره
در ۱۷ نوامبر ۲۰۰۵، نماینده جان مورتا H.J.Res. 73، قطعنامه ای که از نیروهای آمریکایی در عراق خواسته شده است که «در اولین تاریخ ممکن دوباره مستقر شوند» تا به عنوان یک نیروی واکنش سریع در پایگاه‌های ایالات متحده در کشورهای همسایه مانند کویت قرار گیرند. در پاسخ، جمهوری‌خواهان قطعنامه‌ای را پیشنهاد کردند که «استقرار نیروهای ایالات متحده در عراق فوراً خاتمه یابد»، بدون هیچ گونه شرطی برای استقرار مجدد، که با ۴۰۳ رای موافق در مقابل ۳ رای منفی داده شد.
در ۱۶ ژوئن ۲۰۰۶ مجلس نمایندگان با ۲۵۶ رای موافق به ۱۵۳ در قطعنامه‌ای غیرالزام‌آور علیه تعیین ضرب‌الاجل برای خروج نیروها از عراق، رای داد. جان بینر، رهبر جمهوری‌خواه اکثریت مجلس نمایندگان آمریکا، که مخالف مهلت تعیین شده بود، اظهار داشت: «دستیابی به پیروزی تنها گزینه ما است» و «نباید از آن دوری کنیم». از سوی دیگر، نانسی پلوسی، رهبر اقلیت دموکرات مجلس نمایندگان آمریکا، استدلال کرد که ضرب‌الاجل لازم است و گفت: «در مسیر بمانیم» یک استراتژی نیست، یک شعار است و «زمان مواجهه با واقعیت‌ها فرا رسیده است».
در ۲۷ مارس ۲۰۰۷ کنگره قانون HR 1591 را تصویب کرد که خواستار خروج نیروهای آمریکایی از عراق تا مارس ۲۰۰۸ بود. با این حال، رئیس‌جمهور، بوش، این لایحه را وتو کرد و مجلس نمایندگان نتوانست وتو را لغو کند.کنگره سپس قانون HR 2206 را تصویب کرد که بودجه جنگ عراق را تا ۳۰ سپتامبر ۲۰۰۷ تأمین می‌کرد و در ۲۵ مه ۲۰۰۷ توسط رئیس‌جمهور بوش به قانون تبدیل شد. HR 2206 شامل هجده معیار برای دولت عراق بود که باید رعایت شود.
در ۹ مه ۲۰۰۷، نماینده جیم مک‌گاورن، قانون HR 2237 به مجلس معرفی کرد، «برای فراهم کردن امکان استقرار مجدد نیروهای مسلح ایالات متحده و پیمانکاران دفاعی از عراق.» این طرح با ۲۵۵ رای موافق در برابر ۱۷۱رای مخالف شکست خورد، ۱۳ نفر از مخالفان از دموکرات‌ها به نمایندگی از مناطقی که توسط جان کری در سال ۲۰۰۴ به پیروزی رسیدند.
در ۱۲ ژوئیه ۲۰۰۷، مجلس شورای اسلامی با رای ۲۲۳–۲۰۱، HR 2956 را برای استقرار مجدد (یا خروج) نیروهای مسلح ایالات متحده از عراق تصویب کرد. این قطعنامه مستلزم خروج بیشتر نیروها از عراق تا ۱ آوریل ۲۰۰۸ بود.
در ۱۸ ژوئیه ۲۰۰۷، پس از یک مناظره تمام شبانه، سنا از تصویب لایحه ای که جدول زمانی خروج نیروها را تعیین می‌کرد، با ۵۲ رای موافق در برابر ۴۷ رای مخالف، جلوگیری کرد. عقب‌نشینی ظرف ۱۲۰ روز آغاز می‌شد و مستلزم آن بود که تمام نیروها (به جز تعداد نامشخصی که می‌توانست برای انجام یک مجموعه بسیار محدود از ماموریت‌ها پشت سر گذاشته شود) تا ۳۰ آوریل ۲۰۰۸ از کشور خارج شوند.

### پیشنهاد مک گاورن پولک
جرج مک‌گاورن و ویلیام آر. پولک درکتاب خود خارج از عراق: طرحی عملی برای خروج از عراق پیشنهاد مفصلی برای خروج ایالات متحده از عراق منتشر کردند. گزیده‌ای قابل توجه در نسخه اکتبر ۲۰۰۶ مجله هارپر منتشر شد. این طرح به کلی کنار گذاشته شد. برخی از ویژگی‌های اساسی پروپوزال آنها عبارتند از:
- اولین سربازانی که به خانه فرستاده می‌شوند باید پیمانکاران امنیتی خصوصی باشند.
- یک نیروی تثبیت بین‌المللی متشکل از ۱۵۰۰۰ سرباز تشکیل می‌شود. نیروها از مراکش، تونس و مصر با تأمین مالی آمریکا جذب خواهند شد. این نیرو به مدت دو سال پس از خروج نیروهای آمریکایی باقی خواهد ماند.
- تجهیزات حمل و نقل، ارتباطات و سلاح‌های سبک که در حال حاضر توسط نیروهای ایالات متحده استفاده می‌شود باید به نیروی چند ملیتی جدید اهدا شود.
- به جای ارتش جدید عراق، یک سپاه ملی بازسازی باید با الگوبرداری از سپاه مهندسی ارتش ایالات متحده ایجاد شود.
- توقف فوری کار در پایگاه‌های نظامی آمریکا.
- خروج آمریکا از منطقه سبز بغداد.
- آزادی تمامی اسیران جنگی.

### موقعیت‌های پاسخ، متحد برای صلح، نه به نام جنگ
سه ائتلاف بزرگ که تظاهراتی را علیه تهاجم به عراق در سال ۲۰۰۳ سازماندهی کردند، متحد برای صلح و عدالت (UFPJ)، برای توقف جنگ و پایان دادن به نژادپرستی (ANSWER) و نه به نام ما (NION) همگی خواهان خروج فوری تمام نیروهای آمریکایی، «اکنون». جنبش ضد جنگ در مورد حمایت از پیشنهادهای موجود در کنگره بحث کرده است.
کارگروه قانونگذاری متحد برای صلح و عدالت پیشنهاد استقرار مجدد مورتا را تأیید کرده است «زیرا این یک وسیله قدرتمند برای شروع بحث در مورد جنگ است»، اگرچه سازمان در کل موضعی اتخاذ نکرده است. از سوی دیگر، گروه توقف جنگ و پایان نژادپرستی بیان کرده است که «مورتا موضع ضد جنگی اتخاذ نکرده است. او می‌خواهد برای تقویت دست امپریالیسم آمریکا در خاورمیانه، از نظر نظامی دوباره مستقر شود.»

### طرح مشعل
طرح برنر، با نام رسمی طرحی مسئولانه برای پایان دادن به جنگ در عراق، یک مقاله سیاستی ۳۶ صفحه‌ای بود که در ۱۷ مارس ۲۰۰۸ توسط دارسی برنر و دیگر نامزدهای دموکرات کنگره در سال ۲۰۰۸ با همکاری برخی از مقام‌های بازنشسته امنیت ملی ارائه شد. این طرح اقدام‌های سیاستی را که نامزدها متعهد به حمایت از آنها در انتخابات ریاست‌جمهوری ۲۰۰۸ آمریکا بودند، تشریح کرد.

## تدوین برنامه‌های برداشت

### عقب‌نشینی‌ها در دوره ریاست‌جمهوری بوش
در ۱۳ سپتامبر ۲۰۰۷، پرزیدنت بوش اعلام کرد که ۱۶۸۰۰۰ سرباز آمریکایی در آن زمان در عراق تا کریسمس به میزان ۵۷۰۰ نفر کاهش می‌یابد و نیروهای اضافی خارج می‌شوند و تعداد کل نیروهای آمریکایی از ۲۰ به ۱۵ تیپ جنگی تا ژوئیه ۲۰۰۸ کاهش می‌یابد. تا پایان سال ۲۰۰۸، تعداد نیروهای آمریکایی در عراق به ۱۴۶۰۰۰ کاهش یافت.

### توافقنامه ۲۰۰۸ وضعیت نیروهای آمریکا و عراق
در سال۲۰۰۸، دولت‌های آمریکا و عراق، توافقنامه وضعیت نیروهای ایالات متحده و عراق را امضا کردند. این شامل یک تاریخ مشخص، ۳۰ ژوئن ۲۰۰۹ بود که تا آن زمان نیروهای آمریکایی باید از شهرهای عراق خارج شوند، و تاریخ خروج کامل از خاک عراق تا ۳۱ دسامبر ۲۰۱۱ بود. در ۱۴ دسامبر ۲۰۰۸، رئیس‌جمهور وقت، جرج دابلیو. بوش، توافقنامه امنیتی را با عراق امضا کرد. در چهارمین و آخرین سفر خود به عراق، پرزیدنت بوش در یک کنفرانس خبری تلویزیونی با نوری المالکی نخست‌وزیر عراق برای جشن گرفتن این توافق حاضر شد و دستاوردهای امنیتی در عراق را تحسین کرد و گفت که همین دو سال پیش «چنین توافقی غیرممکن بنظر می‌رسید».

### سخنرانی پرزیدنت اوباما در ۲۷ فوریه ۲۰۰۹
در ۲۷ فوریه ۲۰۰۹، پرزیدنت باراک اوباما در پایگاه نیروی تفنگداران دریایی کمپ لژون در کارولینای شمالی، تجدید نظر خود را در تاریخ اولیه خروج نیروهای رزمی از عراق اعلام کرد. این تجدید نظر تاریخ اصلی ۳۰ ژوئن ۲۰۰۹ را برای ۱۰ ماه دیگر تا ۳۱ اوت ۲۰۱۰ تمدید می‌کرد. پرزیدنت اوباما تعهد خود را به تاریخ خروج کامل اولیه ۳۱ دسامبر ۲۰۱۱ که در توافق بین دولت بوش و دولت عراق تعیین شده بود، تأیید کرد. پرزیدنت اوباما وظیفه نیروی انتقالی را «آموزش، تجهیز و مشاوره به نیروهای امنیتی عراق تا زمانی که غیر فرقه ای باقی بمانند، انجام مأموریت‌های هدفمند ضدتروریسم و حفاظت از تلاش‌های غیرنظامی و نظامی جاری ما در داخل عراق» تعریف کرد.

## برداشت از حساب

### خروج نسبی اوت ۲۰۱۰
در ۱۹ اوت ۲۰۱۰، تیپ ۴ ضربه‌ایکر، لشکر ۲ پیاده‌نظام، آخرین تیپ رزمی آمریکایی بود که از عراق خارج شد.
اوباما در یک سخنرانی در دفتر بیضی در ۳۱ اوت ۲۰۱۰ اعلام کرد: «مأموریت جنگی آمریکا درعراق به پایان رسیده است. عملیات آزادی عراق بپایان رسیده است و مردم عراق اکنون مسئولیت اصلی امنیت کشور خود را برعهده دارند.»
حدود ۵۰٬۰۰۰ سرباز آمریکایی به عنوان بخشی از «عملیات طلوع جدید» که تا پایان سال۲۰۱۱ ادامه داشت، در مقام مستشاری در کشور باقی ماندند. ارتش آمریکا به آموزش و مشاوره نیروهای عراقی ادامه داد.

### برداشت کامل (۲۰۱۱)
با فروپاشی بحث در مورد تمدید اقامت نیروهای آمریکایی،پرزیدنت اوباما خروج کامل نیروها از عراق را همان‌طور که قبلاً برنامه‌ریزی شده بود، در ۲۱ اکتبر۲۰۱۱ اعلام کرد. ایالات متحده یک سفارت در بغدادبا حدود ۱۷۰۰۰پرسنل، کنسولگری در بصره، موصل و کرکوک، که هر کدام بیش از ۱۰۰۰پرسنل، و بین۴۰۰۰ تا۵۰۰۰ پیمانکار دفاعی اختصاص داده‌اند، حفظ کرد. پرزیدنت اوباما و المالکی در یک کنفرانس مطبوعاتی مشترک در ۱۲ دسامبر ۲۰۱۱ در کاخ سفید دستور کار گسترده‌ای را برای همکاری پس از جنگ بدون حضور نیروهای آمریکایی در عراق ترسیم کردند. این دستور کار شامل همکاری در زمینه انرژی، تجارت و آموزش و همچنین همکاری در امنیت، مبارزه با تروریسم، توسعه اقتصادی و تقویت نهادهای عراق بود. هر دو رهبر گفتند که کشورهایشان پس از خروج آخرین نیروهای رزمی ایالات متحده، روابط امنیتی، دیپلماتیک و اقتصادی قوی خواهند داشت.
پرزیدنت باراک اوباما از سربازانی که در ۱۴ دسامبر۲۰۱۱ در پایگاه نظامی فورت براگ در کارولینای شمالی در عراق خدمت کردند ادای احترام کرد. در حالی که آخرین نیروهای آمریکایی برای خروج از عراق آماده می‌شدند، او گفت که ایالات متحده عراقی «مستقل، با ثبات و متکی به خود» را پشت سر می‌گذارد. در ۱۵ دسامبر، یک مراسم نظامی آمریکایی در بغداد برگزار شد که به‌طور رسمی به مأموریت ایالات متحده در عراق پایان داد. آخرین ۵۰۰سرباز در صبح روز ۱۸ دسامبر۲۰۱۱ عراق را ترک کردند. در زمان عقب‌نشینی، ایالات متحده یک سرباز باقی مانده داشت، گروهبان ستاد احمد ک. آلتایی، که هنوز از ۲۳ اکتبر ۲۰۰۶ در عراق مفقود شده بود و ۵۰۰۰۰ دلار جایزه برای بهبودی او در نظر گرفته بود. در ۲۶ فوریه ۲۰۱۲ مرگ او تأیید شد.